# Frank Bleckmann
Frank Bleckmann (Mülheim, 3 de agosto de 1967) es un deportista alemán que compitió en esgrima, especialista en la modalidad de sable.
Ganó cuatro medallas en el Campeonato Mundial de Esgrima entre los años 1989 y 1993. Participó en los Juegos Olímpicos de Atlanta 1996, ocupando el octavo lugar en el torneo por equipos y el 21.º en la prueba individual.

## Palmarés internacional
| Representando a la RFA   |                         |                   |                   |
| Campeonato Mundial       |                         |                   |                   |
| Año                      | Lugar                   | Medalla           | Prueba            |
| 1989                     | Denver (Estados Unidos) | Medalla de plata  | Sable por equipos |
| 1990                     | Lyon (Francia)          | Medalla de bronce | Sable por equipos |
| Representando a Alemania |                         |                   |                   |
| Campeonato Mundial       |                         |                   |                   |
| Año                      | Lugar                   | Medalla           | Prueba            |
| 1991                     | Budapest (Hungría)      | Medalla de bronce | Sable por equipos |
| 1993                     | Essen (Alemania)        | Medalla de bronce | Sable por equipos |